# Think Pink
Think Pink is de naam van de nationale borstkankercampagne in België. De vzw werd opgericht in 2007 door Heidi Vansevenant. Zij wou lotgenoten, vrouwen die borstkanker hebben of overwonnen, helpen op verschillende manieren.  De organisatie stelt vier duidelijke doelen namelijk het informeren en sensibiliseren van lotgenoten, het financieren van wetenschappelijk onderzoek en het ondersteunen van zorg- en nazorgprojecten. Deze doelstellingen realiseren ze dankzij drie grote fondsen: het Geef om Haar Fonds, het SMART Fonds en het Share your Care Fonds. Naast dit alles hecht Think Pink veel belang aan het voorkomen en herstellen van borstkanker. Hiervoor zamelen ze geld in door veel sportevenementen te organiseren waaronder de Race for the Cure, Bike-, Walk-, Ski- en Run for Think Pink.

## Geef om Haar Fonds
In 2008 ontstond de Geef om Haar-campagne. Dat werd hoofdzakelijk opgericht voor twee redenen. Eerst en vooral is haar enorm belangrijk voor een vrouw. Wanneer een lotgenoot wordt behandeld, gaat dit vaak gepaard met haarverlies. Merendeel van de vrouwen vinden dit het meest pijnlijke en ingrijpende aspect van de ziekte. Ten tweede is het niet goedkoop om een pruik te kopen. Daaruit kwam het idee om mensen met financiële moeilijkheden de kans te geven een pruik te kopen met steun van het Geef om Haar Fonds.
De campagne begint bij het verzamelen van verzorgde staarten die minstens 30 centimeter lang zijn. Vrijwilligers van sociale tewerkstellingsplaatsen sorteren de staarten per kleur en lengte. Daarna verkoopt Think Pink de gesorteerde staarten aan een pruikenfabrikant. Die naait ieder haartje op een pruik en verkoopt die. De opbrengst gaat volledig naar het Geef om Haar Fonds. Als lotgenoot kan je bij de sociale dienst van jouw ziekenhuis terecht om na te gaan of zij volgens haar inkomensvoorwaarden een aanvraag kan opsturen naar Think Pink voor financiële steun bij het aankopen van een pruik. Vanuit het Geef om Haar Fonds legt Think Pink 200 euro bij voor de aanschaf van een pruik.

## SMART Fonds
In 2014 werd het SMART Fonds opgestart voor innovatieve onderzoeken naar nieuwe methodes op vlak van screening, behandeling en nazorg in België. De projecten die in aanmerking komen om gefinancierd te worden, moeten SMART zijn. Dit wil zeggen dat het project Specifiek, Meetbaar, Acceptabel, Realistisch en Tijdsgebonden moet zijn.

## Share your Care Fonds
Dit fonds schenkt een attentie aan lotgenoten die getroffen zijn door borstkanker. Deze geschenken zijn bedoeld om een iemand in jouw omgeving met borstkanker een hart onder de riem te steken in deze moeilijke periode. Dergelijke attentie komt in verschillende vormen. Ze heeft de keuze tussen aan huis geleverde bloemen, een Think Pink-cadeaumand of een overnachting in een luxueus hotel of de Koninklijke Villa in Oostende. Een massage aan huis of een ballonvaart zijn ook mogelijk. Deze geschenken worden gefinancierd door het Share your Care Fonds. Het enige wat je hiervoor moet doen, is online een formulier invullen.

## Race for The Cure
De Race for The Cure is wereldwijd het grootste sportevenement ten voordele van het goede doel. Think Pink organiseert dit jaarlijks in Antwerpen, Brussel en Namen. Dit sportevenement vindt telkens plaats op de laatste zondag van september als sterke start voor de borstkankermaand oktober. De lotgenoten brengen hun supporters mee als steun en lopen of wandelen samen ten voordele van Think Pink. De bewustwording van borstkanker wordt hier enorm versterkt. De lotgenoten dragen zelf een roze T-shirt terwijl ze omringd worden door hun vriendenkring in een witte T-shirt. Zo merken de deelnemers de roze kracht met witte steun. De deelnemers hebben de keuze tussen 3 km wandelen of 6 km lopen. Er is geen tijdslimiet op hun prestatie. Ze sporten om gezond te blijven tijdens hun gevecht tegen kanker of na hun overwinnen voor een goed herstel. Naast het sporten en verwennen van lotgenoten en sympathisanten wordt er op die dag ook aandacht besteed om mensen te sensibiliseren en te informeren. Dit gebeurt op diverse manieren, namelijk via informatiefolders, een tent waar dames of heren hun staart laten knippen voor het Geef om Haar Fonds, een afgesloten ruimte waar vrouwen zich laten nakijken tijdens een borstonderzoek en nog veel meer. Het is dus niet enkel een sportevenement, maar ook een beleving.

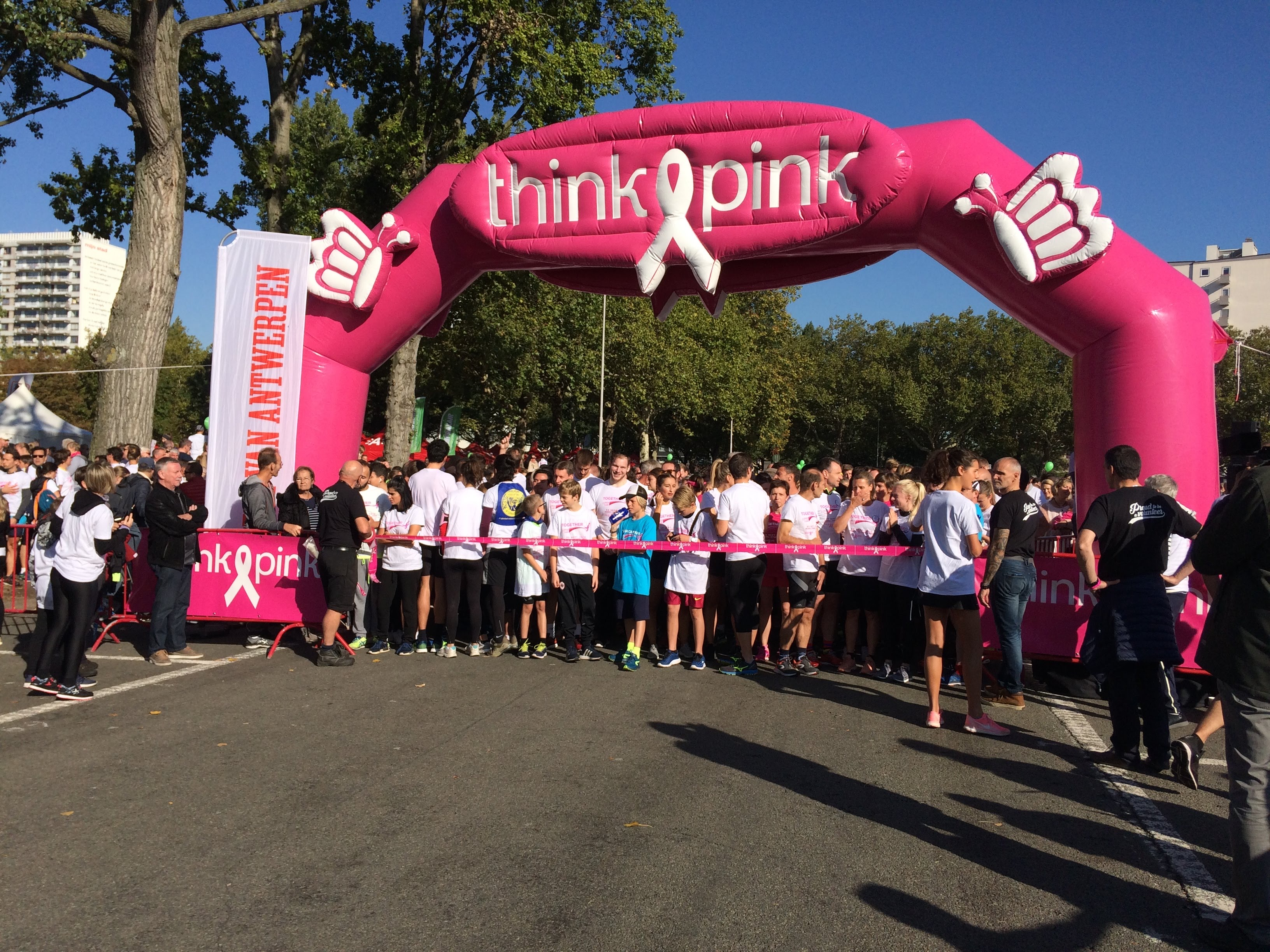
De start van Race for the Cure

## Sportevenementen
Buiten Race for the Cure zijn er nog een tal van andere sportevenementen die Think Pink organiseert. Denk maar aan Bike-, Run- of Ski for Think Pink. Sport is een van de belangrijkste factoren om borstkanker te vermijden of om herstel te bevorderen. Het geeft energie en wilskracht om de ziekte te overwinnen.

## Partner
Think Pink is partner van grote (sport)evenementen zoals the Color Run, de Antwerp 10 Miles en de Marathon van Brussel. Zelf beschikt Think Pink ook over partners die met hun steun onder meer de nationale sportevenementen helpen waarmaken.

## Think Pink steunen
Borstkanker is de meest voorkomende doodsoorzaak bij vrouwen boven 35 jaar in België. Elke dag sterven gemiddeld zeven vrouwen aan borstkanker. Volgens cijfers van de WHO wordt nergens ter wereld meer borstkanker vastgesteld dan in België. Elke steun is meer dan welkom en wordt dus van harte geapprecieerd. Je kan Think Pink steunen op verschillende manieren. Neem deel aan of organiseer zelf een evenement, sponsor een deelnemer, stort een bijdrage of word vrijwilliger. Zo voeren we samen de strijd tegen borstkanker.